# Vékonycsőrű gyapjasmadár
A vékonycsőrű gyapjasmadár (Hemignathus wilsoni) vagy más néven "Akiapola 'au (Ejtsd: ah-Kee-ah-POH-LAH-OW /vagy: Ákiápola-au) a madarak osztályának verébalakúak (Passeriformes) rendjébe és a pintyfélék (Fringillidae) családjába tartozó, azon belül pedig a hawaii gyapjasmadarak közé tartozó faj.

## Megjelenése
Kis termetű sárga (ritkán barnássárga) színű madár. Erős lábai vannak melyeknek köszönhetően jól tud fára mászni és azon kapaszkodni. Hosszú, megnyúlt görbe csőre van. A felső csőrkávája hosszabb mint az alsó. Csőrének köszönhetően a fába kis lyukat váj, és az abban lévő nedveket kiszívja.

## Előfordulása
Hawaii szigetén él.

## Életmódja

### Táplálkozása
Főként rovarokat eszik. De magvakat, virágnektárt és fanedveket is fogyasztja.

### Szaporodása
Általában fákra rakja fészkét. A tojás növekedése lassú és a nőstény csak minden második évben rak tojást. Ezért kevés van belőlük.

## Veszélyeztetettsége
Ez a madárfaj gyakori volt a tizenkilencedik század végén és a huszadik század elején. De amikor a szigetre behozták a patkányokat és túlszaporodtak, a patkányok megették az "Akiapola 'au tojásait így korlátozva ezeknek a madaraknak az állományát. Ezen kívül az erdőirtás is még veszélyeztetetté tette, illetve az is hogy a behurcolt macskák és kutyák vadásztak a madarakra.
A parazita növények is veszélyesek ezen madárfaj számára ugyanis, - mint például a szamóca guava - képesek elpusztítani a fák gyökereit. Ezúttal a fa elpusztul ami az "Akiapola 'au lakhelyéül és táplálékszerzési helyként szolgált.
<--A szúnyogok amelyek köztudottan betegségeket is hordozhatnak magukkal, megcsípték a madarakat és azok fiókáit.-->
Ez a faj 1967-ben a veszélyeztetett fajok listájára került a túl alacsony létszám miatt. A természetvédők még ma is igyekeznek megvédeni oly módon, hogy beszerzik az "Akiapola 'au tojásait és felnevelik. Így remélhetőleg fog keletkezni egy olyan madárállomány amelyben sok "Akiapola 'au van.
- Kézben
- "Akiapola 'au (fenn) és "Apapane (lenn)